# Эскадренные миноносцы типа 055
Эскадренные миноносцы типа 055 (обозначение НАТО: крейсера класса Renhai) — серия из перспективных китайских больших  ракетных эскадренных миноносцев 4 поколения. 27 декабря 2009 года прошла церемония начала строительства первого корабля. Эсминцы данного проекта будут крупнейшими в мире после американских эсминцев типа «Замволт».
Сообщается, что в данном проекте будут максимально использованы передовые технологии «Иджис» — эсминцев предыдущего поколения типа 052D.

## Назначение
Назначением перспективных кораблей является обеспечение, а также  усиление зональной ПРО, ПВО и ПЛО китайских корабельных ударных групп, в том числе авианосных соединений (АУГ).
Согласно некоторым источникам, в состав каждого авианосного соединения, кроме авианосца, четырёх эсминцев типа 052D и четырёх фрегатов типа 054A должны входить и два эсминца типа 055. Ранее китайское военное руководство сообщало о планах иметь не менее 3 таких авианосных соединений.

## Конструкция
Корпус корабля выполнен с применением технологии малозаметности.

### Электроника
Большие эсминцы типа 055 получили двухдиапазонную (С/S) РЛС типа 346B с четырьмя активными фазированными антенными решётками. На мачте установлена РЛС управления огнём Х-диапазона с четырьмя АФАР. Корабли оснащены также навигационными РЛС и РЛС управления воздушным движением. На вершине мачты установлены антенны TACAN, UHF и VHF.
Эксперты предполагают, что эсминцы типа 055 имеют средства радиоэлектронной разведки и подавления связи вкупе с глушителями радаров, в частности радиолокационных ГСН подлетающих противокорабельных ракет.
Размеры корпусной ГАС существенно больше, чем у МГК-335МСЭ и SJD-9 на китайских эсминцах и фрегатах предыдущих проектов. Корабли получили новую ГАС с буксируемой антенной и опускаемую ГАС переменной глубины. Одной из них является активная / пассивная ГАС SJG-311.

### Вооружение
На кораблях типа 055, так же, как на кораблях предшествующего типа 052D, основной состав вооружения размещён в установках вертикального пуска модульно-ячеистого типа на 8 зенитных, противолодочных или тактических крылатых ракет каждый (всего 112 ракет). 8 модулей расположены в носовой части корабля перед надстройкой, 6 других — в кормовой части надстройки перед вертолётным ангаром. Габариты ячеек УВП (9 м × 0,85 м) подходят для размещения в них противокорабельных гиперзвуковых и дальнобойных зенитных ракет. Они превосходят по вместительности американские аналоги Mk-41 и Mk-57. Старт ракет холодный и горячий.
Весной 2022 года эсминец проекта 055 запустил из вертикальной установки ракету нового типа, которую некоторые авторы обозначили как YJ-21, но остальные считают, что так называется более длинная ракета воздушного базирования. По одной из версий, изделие представляет собой гиперзвуковую двухступенчатую  баллистическую ракету, которая маневрирует в полёте. Ракета, возможно, предназначена для поражения кораблей и наземных целей. Менее вероятно, что данное изделие — это гиперзвуковая крылатая ракета, оснащённая ГПВРД, или новый тип зенитной управляемой ракеты.
Прочее противокорабельное и противолодочное вооружение может быть представлено как ракетами YJ-18 (китайский индекс для ракет семейства «Калибр»), так и более перспективными разработками. Для ударов по наземным целям предусмотрены дозвуковые крылатые ракеты CJ-10
Зенитно-ракетное вооружение корабля представлено комплексом HQ-9B, а также 1 ЗРК ближней дальности HHQ-10 (аналог американского ЗРК ближней обороны RAM), кроме этого, на корабле размещён один 30 мм 11-ти ствольный зенитный артиллерийский комплекс малого радиуса действия Тип 1130 (скорострельность установки — 10 000 выстрелов в минуту). На крыше вертолётного ангара размещены четыре установки H/RJZ-726 по 24 ячейки в каждой для отстрела активных ложных целей, тепловых ловушек, малых глубинных бомб и постановки дымовых завес.
Новая ЗУР FM-3000N разработана для УВПУ эсминцев. В каждую ячейку шириной 0,85 м помещается 4 ракеты. Назначение: перехват противокорабельных ракет и других целей. Дальность поражения достигает 45 км. Головка самонаведения активная радиолокационная. ЗРК обнаруживает 100 целей и обстреливает 16 ракетами одновременно 16 из них. Предполагается, что при интеграции с РЛС эсминцев многоканальность будет выше. Родословная FM-3000N ведёт к Тор-М1/«Кинжал» через несколько промежуточных модификаций. На этом фоне нет новостей об адаптации другой ракеты DK-10A к корабельным универсальным пусковым установкам.
Основной калибр представляет собой 130 мм автоматическую одноствольную артиллерийскую установку H/PJ-38, выполненную с применением «стелс»-технологии для уменьшения радиозаметности и устанавливаемую на новых эсминцах типа 052D, которую позднее может заменить рельсотронная (электромагнитная) или противоракетная лазерная пушка.

### Авиация
В кормовой части эсминца оборудованы взлётно-посадочная площадка и ангар для двух средних противолодочных вертолётов Z-20F. В 2022 году появилось видеоподтверждение того, как противолодочный вертолёт Z-20 взлетает с палубы эсминца проекта 055.
При использовании корабля в качестве флагмана ударной группы, он может взять вертолёты радиолокационного дозора Ка-31 вместо противолодочных, что уже отрабатывалось на учениях китайскими эсминцами других проектов.

## Модернизация
Разрабатывается улучшенный проект эсминца 055A, который хотят оснастить интегрированной электрической силовой установкой. Созданный для неё 20 мегаваттный турбогенератор введён в эксплуатацию. Генератор будет снабжать электричеством высокоэнергетическое оружие.
На одном из танко-десантных кораблей типа 072 проходит морские испытания новая электромагнитная пушка (рельсотрон). Предположительная дальность её стрельбы может составить 200 км. В случае успеха, её поставят на данный эсминец.
Для корабля создаётся противоракета HQ-26.

## Состав серии
По состоянию на август 2020 года спущено на воду 8 кораблей данного проекта. Церемония по принятию первого из них в состав ВМС Китая состоялась в начале 2020 года в Циндао, где базируется авианосец «Ляонин».

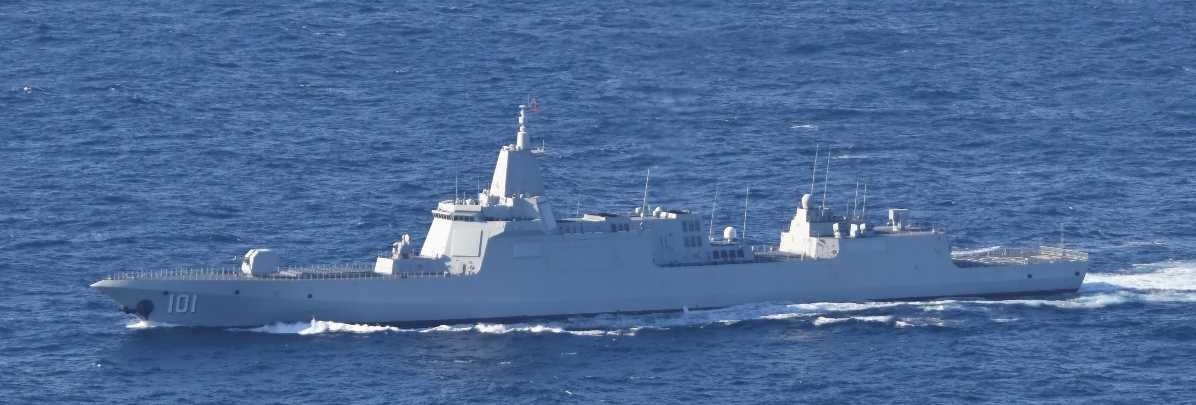
«Наньчан» на российско-китайском патрулировании вокруг Японии

| Бортовой номер | Название         | Судоверфь | Спущен на воду   | Введён в строй             | Флот     | Статус  |
| -------------- | ---------------- | --------- | ---------------- | -------------------------- | -------- | ------- |
| 101            | 南昌 / «Наньчан» | Цзяннань  | 28 июнь 2017     | 12 января 2020             | Северный | В строю |
| 102            | «Лхаса»          | Цзяннань  | 28 апрель 2018   | 2 марта 2021               | Северный | В строю |
| 105            | «Далянь»         | Даля́нь    | 3 июля 2018      | 23 апреля 2021 г.          | Южный    | В строю |
| 106            | «Яньань»         | Даля́нь    | 3 июля 2018      |                            | Южный    | В строю |
| 103            | «Аньшань»        | Цзяннань  | 15 сентября 2019 | 11 ноября 2021             | Северный | В строю |
| 107            | «Цзуньи»         | Даля́нь    | 26 декабря 2019  | 2022 г. или начало 2023 г. | Южный    | В строю |
| 104            | «Уси»            | Цзяннань  | 28 апреля 2020   | Март 2022                  | Северный | В строю |
| 108            | «Саньян»         | Далянь    | 29 августа 2020  | 2022 г. или начало 2023 г. | Южный    | В строю |